# 食の棚フーケット

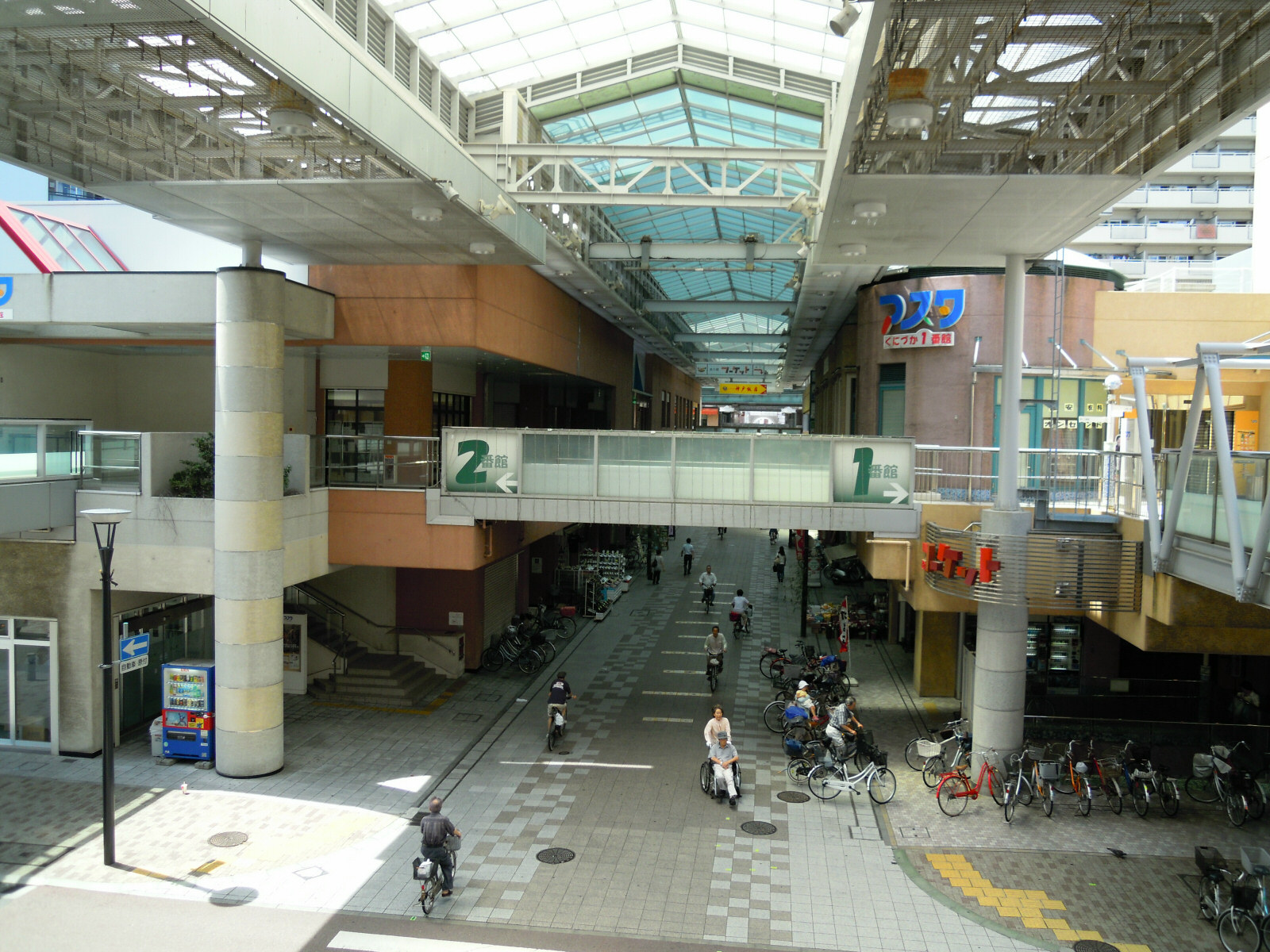
右のビルに看板が見える

食の棚フーケット（しょくのたなフーケット）は、兵庫県神戸市長田区に存在した商業施設。

## 概要
1916年に長田区で創業した「丸は市場」を起源とする。
1966年より3階建てのビルで営業していたものの、阪神・淡路大震災で倒壊して全焼する。
1995年6月には仮設店舗で復興元気村「パラール」となる。
アスタくにづかができると、「パラール」はいち早く入居する。だが周囲にスーパーマーケットができ、経営は厳しくなる。このため2002年に旧「丸は市場」の有志6人で、専門店を集めて1箇所のレジで購入できる形式の「食の棚フーケット」を開店させる。1箇所で買える便利さと、市場の専門家の目利きとコミュニケーション能力で高齢者層の固定客を獲得していく。店名はフードとバスケットを合わせたことから。
「食の棚フーケット」は5、6年かけて軌道に乗せ、2015年ごろには売り上げがピークとなる。だが周辺にライフやイオンモールの進出が相次ぎ、特に家族層の顧客が多い日曜日の売り上げが減少する。2022年5月に隣のビルにロピアが進出して売り上げが急激した。
店舗の取得費や設備費や開業資金の返済が終わらないことと、共益費や固定費や光熱費の負担が大きく将来が見通せないことから、2023年5月30日に閉店。